# Hippacanthomysis platypoda
Hippacanthomysis platypoda is een aasgarnalensoort uit de familie van de Mysidae. De wetenschappelijke naam van de soort is voor het eerst geldig gepubliceerd in 1987 door Murano & Chess.